# Taenaris hyperbola
Taenaris hyperbola är en fjärilsart som beskrevs av Kirsch 1877. Taenaris hyperbola ingår i släktet Taenaris och familjen praktfjärilar. Inga underarter finns listade i Catalogue of Life.